# Anthicomorphus subelongatus
Anthicomorphus subelongatus es una especie de coleóptero de la familia Anthicidae.

## Distribución geográfica
Habita en Nueva Guinea.